# NGC 3685
NGC 3685 is een elliptisch sterrenstelsel in het sterrenbeeld Leeuw. Het hemelobject werd op 11 december 1877 ontdekt door de Amerikaanse astronoom David Peck Todd.

## Synoniemen
- MCG 1-29-45
- ZWG 39.192
- KCPG 287B
- PGC 35305